# نجمة الفارس الأرجنتينية
نجمة الفارس الأرجنتينية (الاسم العلمي:Hippeastrum argentinum) هي نوع من النباتات تتبع جنس نجمة الفارس من الفصيلة النرجسية.